# Luo (Familienname)
Luo ist der Familienname folgender Personen:
- Luo Baoming (* 1952), chinesischer Politiker
- Luo Gan (* 1935), chinesischer Politiker
- Luo Guanzhong (um 1330–um 1400), chinesischer Schriftsteller
- Luo Huilin (* 1936), chinesischer Paläontologe
- Luo Huining (* 1954), chinesischer Politiker
- Luo Jianming (* 1969), chinesischer Gewichtheber
- Kylie Luo (* 1989), neuseeländische Badmintonspielerin
- Luo Lingyuan (* 1963), chinesische Autorin
- Luo Longxiang (* 1981), chinesischer Science-Fiction-Schriftsteller
- Matthew Luo Duxi (1919–2009), katholischer Bischof von Leshan
- Luo Mingyou (1902–1967), chinesischer Filmproduzent und Regisseur
- Luo Na (* 1993), chinesische Hammerwerferin
- Luo Niansheng (1904–1990), chinesischer Altphilologe
- Nkandu Luo (1951), sambische Medizinerin, Hochschullehrerin und Politikerin
- Luo Pinchao (1912–2010), chinesischer Opernsänger
- Luo Ping (1733–1799), chinesischer Maler
- Luo Qinshun (1465–1547), chinesischer Philosoph
- Luo Ronghuan (1902–1963), chinesischer Marschall
- Luo Ruiqing (1906–1978), chinesischer General
- Show Luo (* 1979), taiwanischer Sänger, Moderator und Schauspieler
- Luo Wei (* 1983), chinesische Taekwondoin
- Luo Xi (Synchronschwimmerin, 1969) (* 1969), chinesische Synchronschwimmerin
- Luo Xi (Synchronschwimmerin, 1987) (* 1987), chinesische Synchronschwimmerin
- Luo Xiaojuan (* 1984), chinesische Fechterin
- Luo Xiaowei (1925–2020), chinesische Architektin
- Luo Xuejuan (* 1984), chinesische Schwimmerin
- Luo Yadong (* 1992), chinesischer Geher
- Luo Yigang (* 1975), chinesischer Badmintonspieler
- Luo Yin (833–909), chinesischer Schriftsteller
- Luo Ying (* 1991), chinesische Badmintonspielerin
- Luo Yu (* 1991), chinesische Badmintonspielerin
- Luo Yun (* um 1965), chinesische Badmintonspielerin
- Luo Yunxi (* 1988), chinesischer Schauspieler und Sänger
- Luo Yutong (* 1985), chinesischer Wasserspringer
- Luo Zhenyu (1868–1945), chinesischer Gelehrter
- Zhe-Xi Luo (* 1958), sinoamerikanischer Paläontologe
- Luo Zhijun (1951–2023), chinesischer Politiker
- Luo Zhilu (* 2006), chinesische Sportkletterin

General Luo steht für:
- chinesischer Name für Jakob Rosenfeld (1903–1952), Arzt